# Trang Đồng Nai
Trang Đồng Nai (danh pháp: Ixora dongnaiensis) là một loài thực vật có hoa trong họ Thiến thảo. Loài này được Pierre ex Pit. mô tả khoa học đầu tiên năm 1924. Cây thân bụi cao từ 0,5 – 2 m. Cành non có nhiều lông. Lá đơn mọc đối, phiến lá hình bầu dục, đầu lá hình tù, đuôi lá ngọn hình nêm. Mặt trên phiến lá nhẵn láng, mặt dưới phiến lá co lông, hệ gân lông chim. Lá kèm hình nhọn dài cỡ 1 cm sớm rụng. Hoa tự tán, lá đài của hoa dài 0,6 cm có lông, tràng hoa hợp dưới tạo thành ống vành dài 2,5 – 3 cm, tràng hoa màu trắng.
Cây phân bổ chủ yếu vùng thượng nguồn sông Đồng Nai.